# ブラッドレイン2
『ブラッドレイン2』（BloodRayne 2）は、Majesco EntertainmentからPlayStation 2、Xbox、PC（Win、Mac）用ソフトとして発売されているアクションゲーム。
日本では2008年3月現在、発売予定無し。

## 概要
新しいコンボやアクションが追加され、スプラッター描写が増している。日本では前述の通り発売未定である。